# 赤龙北街道
赤龙北街道，是中华人民共和国天津市西青区下辖的一个乡镇级行政单位。

## 行政区划
赤龙北街道下辖以下地区：
彩虹城社区。